# Karl Martin Fischer
Karl Martin Fischer (* 21. Dezember 1936 in Dresden; † 27. November 1981 in Leipzig) war ein deutscher evangelischer Theologe.
Fischer studierte von 1956 bis 1961 Evangelische Theologie an der Humboldt-Universität zu Berlin und absolvierte anschließend sein Vikariat im Kirchenkreis Berlin-Stadt. Von 1962 bis 1964 war er Assistent an der HU Berlin. Nach seiner Ordination 1964 arbeitete er als Pfarrer an der Immanuelkirche in Berlin. Daneben konnte er eine Dissertation zum Thema Die Bedeutung des Leidens in der Theologie des Paulus abschließen, aufgrund derer er 1967 an der HU Berlin zum Dr. theol. promoviert wurde. 1970 folgte die Habilitation über den Epheserbrief. 1971 wurde er wissenschaftlicher Oberassistent an der Universität Leipzig und nahm dort auch von 1974 bis zu seinem Tod einen Lehrauftrag für Neues Testament wahr.

## Schriften
- Tendenz und Absicht des Epheserbriefes. Evangelische Verlagsanstalt, Berlin (Ost) 1973 (Lizenzausgabe Vandenhoeck & Ruprecht, Göttingen 1973).
- Das Ostergeschehen. Evangelische Verlagsanstalt, Berlin (Ost) 1978 (21980; Lizenzausgabe Vandenhoeck und Ruprecht, Göttingen 1980).
- (mit Hans-Martin Schenke:) Einleitung in die Schriften des Neuen Testaments. 2 Bde., Evangelische Verlagsanstalt, Berlin (Ost) 1978/79 (Lizenzausgabe Gütersloher Verlagshaus Mohn, Gütersloh 1978/79).
- Das Urchristentum (= Kirchengeschichte in Einzeldarstellungen, Band I/01). Evangelische Verlagsanstalt, Berlin (Ost) 1985 (21991).